# Nicole Pratt
Pour les articles homonymes, voir Pratt.
Nicole Pratt (née le 5 mars 1973 à Mackay), est une joueuse de tennis australienne, professionnelle de 1989 à 2008.
Elle a joué les huitièmes de finale à l'Open d'Australie en 2003 (défaite face à Venus Williams), sa meilleure performance en simple dans une épreuve du Grand Chelem.
Nicole Pratt a gagné dix tournois WTA au cours de sa carrière, dont neuf en double.

## Palmarès

### Titre en simple dames
| No | Date       | Nom et lieu du tournoi    | Catégorie | Dotation  | Surface    | Finaliste       | Score     |          |
| -- | ---------- | ------------------------- | --------- | --------- | ---------- | --------------- | --------- | -------- |
| 1  | 16-02-2004 | ING Vysya Open, Hyderabad | Tier IV   | 140 000 $ | Dur (ext.) | Maria Kirilenko | 7-63, 6-1 | Parcours |

### Finale en simple dames
| No | Date       | Nom et lieu du tournoi | Catégorie | Dotation  | Surface    | Vainqueure   | Score    |          |
| -- | ---------- | ---------------------- | --------- | --------- | ---------- | ------------ | -------- | -------- |
| 1  | 08-10-2001 | Kiwi Open, Shanghai    | Tier IV   | 140 000 $ | Dur (ext.) | Monica Seles | 6-2, 6-3 | Parcours |

### Titres en double dames
| No | Date       | Nom et lieu du tournoi                 | Catégorie | Dotation    | Surface         | Partenaire          | Finalistes                         | Score            |          |
| -- | ---------- | -------------------------------------- | --------- | ----------- | --------------- | ------------------- | ---------------------------------- | ---------------- | -------- |
| 1  | 19-06-2000 | Heineken Trophy Bois-le-Duc            | Tier III  | 170 000 $   | Gazon (ext.)    | Erika de Lone       | Catherine Barclay Karina Habšudová | 7-6, 4-3, ab.    | Parcours |
| 2  | 30-10-2000 | Challenge Bell Québec                  | Tier III  | 170 000 $   | Moquette (int.) | Meghann Shaughnessy | Els Callens Kimberly Po            | 6-3, 6-4         | Parcours |
| 3  | 13-08-2001 | Coupe Rogers AT&T Toronto              | Tier I    | 1 200 000 $ | Dur (ext.)      | Kimberly Po         | Tina Križan Katarina Srebotnik     | 6-3, 6-1         | Parcours |
| 4  | 15-09-2003 | Polo Open Shanghai                     | Tier II   | 585 000 $   | Dur (ext.)      | Émilie Loit         | Ai Sugiyama Tamarine Tanasugarn    | 6-3, 6-3         | Parcours |
| 5  | 12-07-2004 | Bank of the West Classic Stanford      | Tier II   | 585 000 $   | Dur (ext.)      | Eléni Daniilídou    | Iveta Benešová Claudine Schaul     | 6-2, 6-4         | Parcours |
| 6  | 09-05-2005 | ECM Open Prague                        | Tier IV   | 140 000 $   | Terre (ext.)    | Émilie Loit         | Jelena Kostanić Barbora Strýcová   | 6-76, 6-4, 6-4   | Parcours |
| 7  | 09-01-2006 | Moorilla International Hobart          | Tier IV   | 145 000 $   | Dur (ext.)      | Émilie Loit         | Jill Craybas Jelena Kostanić       | 6-2, 6-1         | Parcours |
| 8  | 05-02-2007 | Pattaya Open Pattaya                   | Tier IV   | 170 000 $   | Dur (ext.)      | Mara Santangelo     | Chan Yung-Jan Chuang Chia-Jung     | 6-4, 7-64        | Parcours |
| 9  | 19-02-2007 | M. Keegan & Cellular South Cup Memphis | Tier III  | 175 000 $   | Dur (int.)      | Bryanne Stewart     | Jarmila Gajdošová Akiko Morigami   | 7-5, 4-6, [10-5] | Parcours |

### Finales en double dames
| No | Date       | Nom et lieu du tournoi            | Catégorie | Dotation  | Surface      | Vainqueures                                   | Partenaire       | Score    |          |
| -- | ---------- | --------------------------------- | --------- | --------- | ------------ | --------------------------------------------- | ---------------- | -------- | -------- |
| 1  | 18-05-1998 | Open Paginas Amarillas Madrid     | Tier III  | 164 250 $ | Terre (ext.) | Florencia Labat Dominique Monami              | Rachel McQuillan | 6-3, 6-1 | Parcours |
| 2  | 10-09-2001 | Big Island Championships Waikoloa | Tier IV   | 140 000 $ | Dur (ext.)   | Tina Križan Katarina Srebotnik                | Els Callens      | 6-2, 6-3 | Parcours |
| 3  | 08-09-2003 | Wismilak International Bali       | Tier III  | 225 000 $ | Dur (ext.)   | María Vento-Kabchi Angelique Widjaja          | Émilie Loit      | 7-5, 6-2 | Parcours |
| 4  | 26-02-2007 | Abierto Mexicano Telcel Acapulco  | Tier III  | 180 000 $ | Terre (ext.) | Lourdes Domínguez Lino Arantxa Parra Santonja | Émilie Loit      | 6-3, 6-3 | Parcours |

## Parcours en Grand Chelem

### En simple dames
| Année | Open d'Australie | Open d'Australie  | Internationaux de France | Internationaux de France | Wimbledon       | Wimbledon         | US Open         | US Open             |
| ----- | ---------------- | ----------------- | ------------------------ | ------------------------ | --------------- | ----------------- | --------------- | ------------------- |
| 1990  | 2e tour (1/32)   | Sabine Appelmans  | -                        | -                        | -               | -                 | -               | -                   |
| 1991  | 1er tour (1/64)  | Carrie Cunningham | -                        | -                        | 1er tour (1/64) | Jana Novotná      | -               | -                   |
| 1992  | 2e tour (1/32)   | Dominique Monami  | -                        | -                        | -               | -                 | -               | -                   |
| 1993  | 1er tour (1/64)  | Anke Huber        | -                        | -                        | -               | -                 | -               | -                   |
| 1994  | 1er tour (1/64)  | Rene Simpson      | -                        | -                        | -               | -                 | -               | -                   |
| 1995  | 1er tour (1/64)  | Patricia Tarabini | -                        | -                        | -               | -                 | -               | -                   |
| 1996  | 1er tour (1/64)  | Lori McNeil       | -                        | -                        | -               | -                 | -               | -                   |
| 1997  | -                | -                 | -                        | -                        | 2e tour (1/32)  | Radka Zrubáková   | 1er tour (1/64) | Samantha Smith      |
| 1998  | 1er tour (1/64)  | Lisa Raymond      | 2e tour (1/32)           | Karina Habšudová         | 1er tour (1/64) | Jennifer Capriati | 1er tour (1/64) | Serena Williams     |
| 1999  | 3e tour (1/16)   | Amélie Mauresmo   | 1er tour (1/64)          | Emmanuelle Gagliardi     | 1er tour (1/64) | Amanda Coetzer    | 2e tour (1/32)  | Arantxa Sánchez     |
| 2000  | 2e tour (1/32)   | Serena Williams   | 1er tour (1/64)          | Émilie Loit              | 1er tour (1/64) | Mary Pierce       | 1er tour (1/64) | Sandrine Testud     |
| 2001  | 2e tour (1/32)   | Amélie Mauresmo   | 2e tour (1/32)           | Cristina Torrens         | 1er tour (1/64) | Amélie Mauresmo   | 1er tour (1/64) | Monica Seles        |
| 2002  | 3e tour (1/16)   | Justine Henin     | 2e tour (1/32)           | Amélie Mauresmo          | 1er tour (1/64) | Laura Granville   | 1er tour (1/64) | Daniela Hantuchová  |
| 2003  | 4e tour (1/8)    | Venus Williams    | 1er tour (1/64)          | Eléni Daniilídou         | 1er tour (1/64) | Maureen Drake     | 3e tour (1/16)  | Ai Sugiyama         |
| 2004  | 3e tour (1/16)   | Vera Zvonareva    | 2e tour (1/32)           | Elena Dementieva         | 1er tour (1/64) | Anne Keothavong   | 2e tour (1/32)  | Svetlana Kuznetsova |
| 2005  | 1er tour (1/64)  | Jelena Janković   | 1er tour (1/64)          | Marissa Irvin            | 2e tour (1/32)  | Venus Williams    | 2e tour (1/32)  | Laura Granville     |
| 2006  | 1er tour (1/64)  | Mary Pierce       | -                        | -                        | 3e tour (1/16)  | Amélie Mauresmo   | 2e tour (1/32)  | Elena Likhovtseva   |
| 2007  | 1er tour (1/64)  | Virginie Razzano  | 2e tour (1/32)           | Lucie Šafářová           | 2e tour (1/32)  | Nicole Vaidišová  | 2e tour (1/32)  | Anna Chakvetadze    |
| 2008  | 1er tour (1/64)  | Nadia Petrova     | -                        | -                        | -               | -                 | -               | -                   |

À droite du résultat, l’ultime adversaire.

### En double dames
| Année | Open d'Australie              | Open d'Australie            | Internationaux de France      | Internationaux de France   | Wimbledon                     | Wimbledon                | US Open                       | US Open                    |
| ----- | ----------------------------- | --------------------------- | ----------------------------- | -------------------------- | ----------------------------- | ------------------------ | ----------------------------- | -------------------------- |
| 1990  | 1er tour (1/32) A. Woolcock   | B. Schultz A. Temesvári     | -                             | -                          | 2e tour (1/16) K. Sharpe      | Anne Smith W. Turnbull   | -                             | -                          |
| 1991  | 1er tour (1/32) C. Barclay    | Patty Fendick MJ Fernández  | -                             | -                          | -                             | -                        | -                             | -                          |
| 1992  | 2e tour (1/16) K. Godridge    | S. Appelmans I. Demongeot   | -                             | -                          | -                             | -                        | -                             | -                          |
| 1993  | 2e tour (1/16) K. Sharpe      | Katrina Adams M. Bollegraf  | 1er tour (1/32) Jenny Byrne   | MJ Fernández Zina Garrison | 1er tour (1/32) Jenny Byrne   | S. McCarthy Kimberly Po  | 1er tour (1/32) Audra Keller  | Lori McNeil Rennae Stubbs  |
| 1994  | 2e tour (1/16) Kate McDonald  | Pam Shriver E. Smylie       | 1er tour (1/32) Erika de Lone | Julie Halard N. Tauziat    | 1er tour (1/32) Julie Steven  | Linda Wild Chanda Rubin  | -                             | -                          |
| 1995  | 1er tour (1/32) N. van Lottum | Linda Wild Chanda Rubin     | -                             | -                          | -                             | -                        | 2e tour (1/16) C. Delisle     | B. Schultz Rennae Stubbs   |
| 1996  | 2e tour (1/16) A. Ellwood     | G. Fernández N. Zvereva     | 1er tour (1/32) Erika de Lone | P. Langrová R. Zrubáková   | 1er tour (1/32) Erika de Lone | A. Dechaume S. Testud    | 1er tour (1/32) A. Ellwood    | Katrina Adams M. de Swardt |
| 1997  | 2e tour (1/16) A. Ellwood     | Debbie Graham K. Radford    | 1er tour (1/32) L. Pleming    | L. Davenport Jana Novotná  | 1er tour (1/32) Erika de Lone | Miho Saeki Yuka Yoshida  | -                             | -                          |
| 1998  | 1er tour (1/32) A. Ellwood    | S. Appelmans M. Oremans     | 1er tour (1/32) A. Ellwood    | V. Ruano Paola Suárez      | 1er tour (1/32) A. Ellwood    | Els Callens Julie Halard | 2e tour (1/16) Erika de Lone  | L. Davenport N. Zvereva    |
| 1999  | 1er tour (1/32) Erika de Lone | A. Dechaume Laura Golarsa   | 2e tour (1/16) Erika de Lone  | L. Davenport Mary Pierce   | 1er tour (1/32) Erika de Lone | F. Labat D. Monami       | 1er tour (1/32) Erika de Lone | De Villiers Jessica Steck  |
| 2000  | 1/4 de finale Erika de Lone   | Lisa Raymond Rennae Stubbs  | 1er tour (1/32) Erika de Lone | J. Husárová M. Zavagli     | 1er tour (1/32) Erika de Lone | Silvia Farina Linda Wild | 1er tour (1/32) Erika de Lone | Kimberly Po A. Sidot       |
| 2001  | 1/4 de finale Shaughnessy     | M. Hingis Monica Seles      | 3e tour (1/8) P. Tarabini     | Lisa Raymond Rennae Stubbs | 1er tour (1/32) E. Tatarkova  | K. Boogert M. Oremans    | 1er tour (1/32) E. Tatarkova  | E. Gagliardi Meilen Tu     |
| 2002  | 3e tour (1/8) Els Callens     | Dája Bedáňová K. Hrdličková | 3e tour (1/8) Iva Majoli      | S. Asagoe T. Musgrave      | -                             | -                        | 1/2 finale Nadia Petrova      | V. Ruano Paola Suárez      |
| 2003  | 1er tour (1/32) M. Casanova   | S. Kuznetsova Navrátilová   | 1er tour (1/32) B. Rittner    | Cara Black Likhovtseva     | 1er tour (1/32) Tulyaganova   | M. Bartoli M. Casanova   | 1er tour (1/32) B. Rittner    | B. Schett P. Schnyder      |
| 2004  | 2e tour (1/16) Émilie Loit    | S. Reeves A. Serra Zanetti  | 1er tour (1/32) C. Wheeler    | Cara Black Rennae Stubbs   | 2e tour (1/16) M. Casanova    | Yan Zi Zheng Jie         | 3e tour (1/8) Émilie Loit     | Liezel Huber T. Tanasugarn |
| 2005  | 1/4 de finale E. Daniilídou   | A. Myskina V. Zvonareva     | 1/4 de finale Émilie Loit     | V. Ruano Paola Suárez      | 2e tour (1/16) E. Daniilídou  | Ana Ivanović Tina Križan | 3e tour (1/8) Émilie Loit     | C. Morariu P. Schnyder     |
| 2006  | 3e tour (1/8) Émilie Loit     | A.-L. Grönefeld Shaughnessy | 1er tour (1/32) Émilie Loit   | M. Bartoli Shahar Peer     | 1er tour (1/32) Émilie Loit   | M. Camerin T. Garbin     | 1er tour (1/32) Émilie Loit   | L. Granville C. Gullickson |
| 2007  | 2e tour (1/16) Émilie Loit    | A. Harkleroad G. Voskoboeva | 1er tour (1/32) Émilie Loit   | Cara Black Liezel Huber    | 2e tour (1/16) Émilie Loit    | K. Srebotnik Ai Sugiyama | 2e tour (1/16) C. Dellacqua   | Vania King Émilie Loit     |
| 2008  | 1er tour (1/32) Vania King    | Maret Ani Meilen Tu         | -                             | -                          | -                             | -                        | -                             | -                          |

Sous le résultat, la partenaire ; à droite, l’ultime équipe adverse.

### En double mixte
| Année | Open d'Australie             | Open d'Australie           | Internationaux de France      | Internationaux de France   | Wimbledon                     | Wimbledon                  | US Open                      | US Open                   |
| ----- | ---------------------------- | -------------------------- | ----------------------------- | -------------------------- | ----------------------------- | -------------------------- | ---------------------------- | ------------------------- |
| 1997  | -                            | -                          | -                             | -                          | 1er tour (1/32) S. Melville   | A. Kournikova Mark Knowles | -                            | -                         |
| 1998  | -                            | -                          | -                             | -                          | 3e tour (1/8) Robbie Koenig   | Likhovtseva Jeff Tarango   | -                            | -                         |
| 1999  | 2e tour (1/8) Kevin Ullyett  | R. McQuillan D. Macpherson | 1er tour (1/32) Robbie Koenig | K. Srebotnik Piet Norval   | 1er tour (1/32) Robbie Koenig | B. Rittner Martin Damm     | -                            | -                         |
| 2000  | 1er tour (1/16) Andrew Ilie  | Cara Black Robbie Koenig   | -                             | -                          | 1er tour (1/32) Robbie Koenig | Likhovtseva Mark Knowles   | -                            | -                         |
| 2001  | 1er tour (1/16) A. Florent   | Shaughnessy Robbie Koenig  | 1er tour (1/16) S. Humphries  | Nicole Arendt Mark Knowles | 2e tour (1/16) Brian MacPhie  | A. Coetzer Rick Leach      | 2e tour (1/8) A. Florent     | Cara Black Wayne Black    |
| 2002  | 1er tour (1/16) A. Kratzmann | Paola Suárez Gastón Etlis  | 2e tour (1/8) Sandon Stolle   | Roberta Vinci Pavel Vízner | -                             | -                          | 1er tour (1/16) A. Kratzmann | Lisa Raymond Mike Bryan   |
| 2003  | 1er tour (1/16) A. Florent   | Dominikovic Nathan Healey  | 1er tour (1/16) Paul Hanley   | C. Morariu J. Björkman     | 3e tour (1/8) Pavel Vízner    | Lisa Raymond Mike Bryan    | 1er tour (1/16) Paul Hanley  | Lisa Raymond Mike Bryan   |
| 2004  | 1er tour (1/16) Jordan Kerr  | Liezel Huber J. Erlich     | -                             | -                          | 1er tour (1/32) Rick Leach    | T. Garbin Michael Hill     | 1er tour (1/16) Pavel Vízner | V. Zvonareva Bob Bryan    |
| 2005  | 2e tour (1/8) Pavel Vízner   | Navrátilová Max Mirnyi     | 1er tour (1/16) Pavel Vízner  | C. Morariu Jared Palmer    | 2e tour (1/16) Pavel Vízner   | Amy Frazier T. Parrott     | 1er tour (1/16) Cyril Suk    | N. Vaidišová Mark Knowles |
| 2006  | 1er tour (1/16) Cyril Suk    | S. Stosur Paul Hanley      | 2e tour (1/8) Pavel Vízner    | Rennae Stubbs Todd Perry   | 2e tour (1/16) Ashley Fisher  | Likhovtseva Daniel Nestor  | 1/2 finale Paul Hanley       | Květa Peschke Martin Damm |
| 2007  | 2e tour (1/8) Ashley Fisher  | Liezel Huber Kevin Ullyett | -                             | -                          | -                             | -                          | -                            | -                         |

Sous le résultat, le partenaire ; à droite, l’ultime équipe adverse.

## Parcours aux Jeux olympiques

### En simple dames
| # | Date       | Nom de l'olympiade           | Surface    | Résultat       | Ultime adversaire      | Score    |          |
| - | ---------- | ---------------------------- | ---------- | -------------- | ---------------------- | -------- | -------- |
| 1 | 19/09/2000 | Olympic Tennis Event Sydney  | Dur (ext.) | 2e tour (1/16) | Nathalie Dechy         | 6-3, 6-1 | Parcours |
| 2 | 15/08/2004 | Olympic Tennis Event Athènes | Dur (ext.) | 3e tour (1/8)  | Justine Henin Hardenne | 6-1, 6-0 | Parcours |

### En double dames
| # | Date       | Nom de l'olympiade           | Surface    | Résultat        | Partenaire      | Ultimes adversaires           | Score    |          |
| - | ---------- | ---------------------------- | ---------- | --------------- | --------------- | ----------------------------- | -------- | -------- |
| 1 | 15/08/2004 | Olympic Tennis Event Athènes | Dur (ext.) | 1er tour (1/16) | Samantha Stosur | Tathiana Garbin Roberta Vinci | 6-0, 6-1 | Parcours |

## Parcours en Fed Cup
| #                                                                   | Date       | Lieu               | Surface         | Gagnante(s)                    | Perdante(s)                   | Score          |          |
|                                                                     |            |                    |                 |                                |                               |                |          |
| 1998 - Barrage (groupe mondial II) - Australie - Argentine - 5 : 0  |            |                    |                 |                                |                               |                |          |
| 1                                                                   | 25/07/1998 | ACT                | Moquette (int.) | Nicole Pratt                   | Celeste Contin                | 6-2, 6-4       | Parcours |
| 1                                                                   | 25/07/1998 | ACT                | Moquette (int.) | Nicole Pratt                   | Mariana Díaz-Oliva            | 6-3, 3-6, 6-4  | Parcours |
|                                                                     |            |                    |                 |                                |                               |                |          |
| 1999 - Barrage (groupe mondial II) - Argentine - Australie - 0 : 3  |            |                    |                 |                                |                               |                |          |
| 2                                                                   | 21/07/1999 | Amsterdam          | Dur (ext.)      | Catherine Barclay Nicole Pratt | Laura Montalvo Paola Suárez   | 6-4, 6-4       | Parcours |
|                                                                     |            |                    |                 |                                |                               |                |          |
| 1999 - Barrage (groupe mondial II) - Australie - Taïwan - 3 : 0     |            |                    |                 |                                |                               |                |          |
| 3                                                                   | 22/07/1999 | Amsterdam          | Dur (ext.)      | Nicole Pratt                   | Hsu Hsueh-Li                  | 6-1, 6-2       | Parcours |
|                                                                     |            |                    |                 |                                |                               |                |          |
| 1999 - Barrage (groupe mondial II) - Australie - Roumanie - 2 : 1   |            |                    |                 |                                |                               |                |          |
| 4                                                                   | 23/07/1999 | Amsterdam          | Dur (ext.)      | Nicole Pratt                   | Cătălina Cristea              | 6-1, 7-5       | Parcours |
|                                                                     |            |                    |                 |                                |                               |                |          |
| 1999 - Barrage (groupe mondial II) - Pays-Bas - Australie - 0 : 2   |            |                    |                 |                                |                               |                |          |
| 5                                                                   | 24/07/1999 | Amsterdam          | Dur (ext.)      | Nicole Pratt                   | Miriam Oremans                | 6-4, 3-6, 10-8 | Parcours |
|                                                                     |            |                    |                 |                                |                               |                |          |
| 2000 - Round robin (groupe mondial) - Australie - Belgique - 1 : 2  |            |                    |                 |                                |                               |                |          |
| 6                                                                   | 27/04/2000 | Moscou             | Moquette (int.) | Laurence Courtois              | Nicole Pratt                  | 6-1, 2-6, 7-5  | Parcours |
|                                                                     |            |                    |                 |                                |                               |                |          |
| 2000 - Round robin (groupe mondial) - Australie - France - 1 : 2    |            |                    |                 |                                |                               |                |          |
| 7                                                                   | 28/04/2000 | Moscou             | Moquette (int.) | Nathalie Dechy                 | Nicole Pratt                  | 6-4, 5-7, 6-2  | Parcours |
|                                                                     |            |                    |                 |                                |                               |                |          |
| 2000 - Round robin (groupe mondial) - Russie - Australie - 2 : 1    |            |                    |                 |                                |                               |                |          |
| 8                                                                   | 29/04/2000 | Moscou             | Moquette (int.) | Elena Likhovtseva              | Nicole Pratt                  | 6-3, 6-2       | Parcours |
|                                                                     |            |                    |                 |                                |                               |                |          |
| 2001 - 1er tour (groupe mondial) - Australie - Autriche - 5 : 0     |            |                    |                 |                                |                               |                |          |
| 9                                                                   | 28/04/2001 | Adélaïde           | Herbe (ext.)    | Nicole Pratt                   | Marion Maruska                | 7-5, 6-2       | Parcours |
| 9                                                                   | 28/04/2001 | Adélaïde           | Herbe (ext.)    | Nicole Pratt                   | Sylvia Plischke               | 6-4, 6-2       | Parcours |
|                                                                     |            |                    |                 |                                |                               |                |          |
| 2001 - 1/4 de finale (groupe mondial) - Australie - Suisse - 4 : 1  |            |                    |                 |                                |                               |                |          |
| 10                                                                  | 21/07/2001 | Sydney             | Herbe (ext.)    | Nicole Pratt                   | Myriam Casanova               | 6-3, 6-1       | Parcours |
| 10                                                                  | 21/07/2001 | Sydney             | Herbe (ext.)    | Nicole Pratt                   | Aliénor Tricerri              | 6-1, 6-2       | Parcours |
|                                                                     |            |                    |                 |                                |                               |                |          |
| 2001 - Round robin (groupe mondial) - Espagne - Australie - 3 : 0   |            |                    |                 |                                |                               |                |          |
| 11                                                                  | 07/11/2001 | Madrid             | Terre (int.)    | Arantxa Sánchez                | Nicole Pratt                  | 3-6, 6-1, 6-1  | Parcours |
|                                                                     |            |                    |                 |                                |                               |                |          |
| 2001 - Round robin (groupe mondial) - Australie - Allemagne - 0 : 3 |            |                    |                 |                                |                               |                |          |
| 12                                                                  | 08/11/2001 | Madrid             | Terre (int.)    | Barbara Rittner                | Nicole Pratt                  | 4-6, 6-3, 7-5  | Parcours |
| 12                                                                  | 08/11/2001 | Madrid             | Terre (int.)    | Martina Müller Scarlett Werner | Rachel McQuillan Nicole Pratt | 4-6, 6-2, 6-4  | Parcours |
|                                                                     |            |                    |                 |                                |                               |                |          |
| 2002 - 1er tour (groupe mondial) - Belgique - Australie - 3 : 1     |            |                    |                 |                                |                               |                |          |
| 13                                                                  | 27/04/2002 | Bruxelles          | Terre (int.)    | Justine Henin                  | Nicole Pratt                  | 6-4, 4-6, 6-0  | Parcours |
| 13                                                                  | 27/04/2002 | Bruxelles          | Terre (int.)    | Nicole Pratt                   | Els Callens                   | 6-2, 6-4       | Parcours |
| 13                                                                  | 27/04/2002 | Bruxelles          | Terre (int.)    | Nicole Pratt Rennae Stubbs     | Els Callens Laurence Courtois | 7-62, ab.      | Parcours |
|                                                                     |            |                    |                 |                                |                               |                |          |
| 2003 - 1er tour (groupe mondial) - Espagne - Australie - 3 : 2      |            |                    |                 |                                |                               |                |          |
| 14                                                                  | 26/04/2003 | Tarragone          | Terre (ext.)    | Magüi Serna                    | Nicole Pratt                  | 6-3, 6-2       | Parcours |
| 14                                                                  | 26/04/2003 | Tarragone          | Terre (ext.)    | Conchita Martínez              | Nicole Pratt                  | 6-1, 6-2       | Parcours |
|                                                                     |            |                    |                 |                                |                               |                |          |
| 2003 - Barrage (groupe mondial I) - Australie - Colombie - 3 : 2    |            |                    |                 |                                |                               |                |          |
| 15                                                                  | 19/07/2003 | Wollongong         | Dur (int.)      | Nicole Pratt                   | Catalina Castaño              | 6-3, 7-63      | Parcours |
|                                                                     |            |                    |                 |                                |                               |                |          |
| 2004 - Barrage (groupe mondial I) - Thaïlande - Australie - 3 : 2   |            |                    |                 |                                |                               |                |          |
| 16                                                                  | 10/07/2004 | Bangkapi           | Dur (int.)      | S. Viratprasert                | Nicole Pratt                  | 6-2, 1-6, 6-1  | Parcours |
| 16                                                                  | 10/07/2004 | Bangkapi           | Dur (int.)      | Tamarine Tanasugarn            | Nicole Pratt                  | 1-6, 6-4, 6-1  | Parcours |
|                                                                     |            |                    |                 |                                |                               |                |          |
| 2006 - Barrage (groupe mondial II) - Suisse - Australie - 0 : 5     |            |                    |                 |                                |                               |                |          |
| 17                                                                  | 15/07/2006 | Chavannes-de-Bogis | Dur (ext.)      | Nicole Pratt                   | Timea Bacsinszky              | 6-2, 7-5       | Parcours |
|                                                                     |            |                    |                 |                                |                               |                |          |
| 2007 - Barrage (groupe mondial II) - Australie - Ukraine - 1 : 4    |            |                    |                 |                                |                               |                |          |
| 18                                                                  | 14/07/2007 | Ashmore            | Dur (ext.)      | Kateryna Bondarenko            | Nicole Pratt                  | 6-0, 6-1       | Parcours |
| 18                                                                  | 14/07/2007 | Ashmore            | Dur (ext.)      | Alona Bondarenko               | Nicole Pratt                  | 7-5, 6-4       | Parcours |

## Classements WTA en fin de saison

### En simple
| Année | 1989 | 1990 | 1991 | 1992 | 1993 | 1994 | 1995 | 1996 | 1997 | 1998 | 1999 | 2000 | 2001 | 2002 | 2003 | 2004 | 2005 | 2006 | 2007 | 2008 |
| Rang  | 417  | 217  | 241  | 199  | 204  | 182  | 297  | 194  | 102  | 113  | 58   | 55   | 52   | 49   | 53   | 51   | 127  | 78   | 71   | 1045 |

Source : (en) « Classements de Nicole Pratt », sur le site officiel du WTA Tour

### En double
| Année | 1989 | 1990 | 1991 | 1992 | 1993 | 1994 | 1995 | 1996 | 1997 | 1998 | 1999 | 2000 | 2001 | 2002 | 2003 | 2004 | 2005 | 2006 | 2007 |
| Rang  | 309  | 233  | 242  | 110  | 183  | 202  | 133  | 110  | 93   | 67   | 102  | 37   | 27   | 23   | 31   | 23   | 40   | 42   | 38   |

Source : (en) « Classements de Nicole Pratt », sur le site officiel du WTA Tour